# トリアコンタノール
1-トリアコンタノール(1-triacontanol)は、化学式がC30H62Oで表される脂肪族アルコールである。メリッシルアルコール(melissyl alcohol)またはミリシルアルコール(myricyl alcohol)とも。植物のクチクラ層や蜜蝋中で見られる。植物における成長因子の一つで、特にバラにおいて分けつ（株分かれ）の数を急激に増加させる。